# Société Görres
La Société Görres (en Allemand : Görres-Gesellschaft) est une société savante allemande dont le but est de favoriser l'interdisciplinarité et d'appliquer des principes scientifiques à différentes disciplines ancrées dans la tradition catholique, afin de démentir l'incompatibilité de la religion avec la science.
Cette société est divisée en 20 sections, dans lesquelles les membres se réunissaient en assemblée générale annuelle.

## Histoire
La société Görres a été fondée le 25 janvier 1876 à Coblence par des écrivains et des scientifiques catholiques. Elle fut baptisée Görres-Gesellschaft zur Pflege der katholischen Wissenschaften en l'honneur de Joseph Görres. Georg von Hertling, son cofondateur fut également son premier président; il devint plus tard Chancelier impérial d'Allemagne.
La société a été dissoute par les Nazis en 1941, puis refondée en 1948, à Cologne.

## Présidents
- Georg von Hertling (1877-1919), homme politique et philosophe
- Hermann von Grauert (de) (1920-1924), historien
- Heinrich Finke (1924-1938), historien de l’Église et médiéviste
- Hans Peters (1940-1941, 1948-1966), juriste et homme politique
- Paul Mikat (1967-2007), juriste et homme politique
- Wolfgang Bergsdorf (de) (2007–2015), politologue
- Bernd Engler (de) (2015 - aujourd'hui), américaniste.

## Boursiers de recherche
- Anton Pieper (de) (1854–1908), historien de l'Église, 1880 à 1882
- Johann Peter Kirsch (1861–1941), historien de l'Église et archéologue, 1888 à 1890
- Joseph Schlecht (de) (1857–1925), historien, 1890–1891
- Stephan Ehses (de) (1855–1926), historien de l'Église, 1891 à 1895
- Sebastian Merkle (1862–1945), historien de l'Église, 1894–1898
- Emil Göller (de) (1874–1933), historien de l'Église, 1900 à 1903
- Franz Joseph Dölger (1879–1940), historien de l'Église, 1909 à 1910
- Franz Xaver Glasschröder (de) (1864–1933), historien et archiviste bavarois
- Andreas Evaristus Mader (de) (1881–1949), étude de la Bible, 1911 à 1917
- Ludwig Arnold Mohler (de) (1883–1943), historien de l'Église, 1912 à 1915
- Hubert Bastgen (de) (1876–1946), historien de l'Église, 1925 à 1927
- Johannes Pohl (de) (1904–1960), hébraïste, 1932 à 1934
- Hubert Jedin (1900–1980), historien de l'Église, 1928 à 1930, 1933 à 1936
- Hermann Hoberg (de) (1907–1992), historien de l'Église, 1938 à 1950
- Johannes Heinrich Emminghaus (de) (1916–1989), étude de la Liturgie, 1950 à 1952
- Ludwig Voelkl (1899–1985), archéologue, 1950 à 1952
- Walter Nikolaus Schumacher (de) (1913–2004), archéologue, 1951 à 1953
- Konrad Repgen (1923–2017), historien, 1952 à 1953
- Andreas Kraus (de) (1922–2012), historien, 1956 à 1958
- Otto Feld (de) (1928–2011), archéologue, 1961 à 1964
- Hermann Josef Roth (né en 1938), historien de l'art, 1961
- Peter Lorbacher (de) (né en 1936) médecin, 1963 à 1964
- Burkhard Roberg, historien, 1963 à 1964
- Kurt Körbel (1930–1969), théologien, 1964 à 1968
- Wolfgang Reinhard (de) (né en 1937), historien, 1966 à 1973
- Christoph Weber (de) (né en 1943), historien, 1970 à 1972
- Klaus Jaitner, historien, 1972 à 1973
- Michael Durst (de) (né en 1953), historien de l'Église, 1977 à 1978
- Heinrich Reinhardt (de) (né en 1947), philosophe, 1978 à 1980
- Michael Menzel (de) (né en 1956), historien, 1985 à 1989
- Konrad Hilpert (de) (né en 1947), théologien, 1989 à 1990
- Gregor Ahn (de) (né en 1958), historien, 1991 à 1995
- Stefan Samerski (de) (né en 1963), historien, 1991 à 1998
- Theo Schwarzmüller (de) (né en 1961), historien, 1996 à 1998
- Horst Philipp Schneider (de) (né en 1962), byzantiniste, 1998 à 2002